# Vich
Vich is een gemeente en plaats in het Zwitserse kanton Vaud, en maakt deel uit van het district Nyon.
Vich telt 711 inwoners.